# 利比里亚国旗
利比里亚国旗為与美国国旗图案相近的星条旗，国旗底部为11道红白相间的条纹；左上角为蓝底，中央有一颗白色五角星。
利比里亚国旗图案象徵了利比里亚和美國之间的特殊国与国关系，而利比里亚最早的定居者就是从美国获得自由回归非洲大陆的美國黑奴。
国旗中红、白相间的11道条纹，代表着1847年依据美国宪法及人权宣言起草利比里亚独立宣言并签名的11名利比里亚首届政府官员；红色与白色是勇气和美德的象征。国旗左上角的深蓝色正方形代表广阔的非洲大陆，中间一颗白色五角星代表利比里亚是非洲第一个由黑人掌权的共和国。

## 歷代國旗
| 國旗 | 國家           | 使用          |
| ---- | -------------- | ------------- |
|      | 利比里亞殖民地 | 1821年-1837年 |
|      | 利比里亞殖民地 | 1837年-1845年 |

| 國旗 | 國家         | 使用          |
| ---- | ------------ | ------------- |
|      | 馬里蘭共和國 | 1854年-1857年 |
|      | 馬里蘭縣     | 1857年-至今   |

| 國旗 | 國家           | 使用          |
| ---- | -------------- | ------------- |
|      | 利比里亞共和國 | 1827年-1847年 |
|      | 利比里亞共和國 | 1847年-至今   |

## 其他旗幟
- 利比里亚海关
- 利比里亚总统
- 利比里亚政府旗
- 利比里亚海军舰艏旗

## 縣旗
利比里亞全国分為15個縣。自1965年起，各县陆续启用本县县旗，各县县旗的左上角均有利比里亞國旗图案。

伯米縣
邦縣
巴波盧縣
大巴薩縣
大角山縣
大各德縣
大克魯縣
洛法縣
馬及比縣
馬里蘭縣
蒙特塞拉多縣
寧巴縣
里弗塞斯縣
吉河縣
錫諾縣